# Wolfsschlucht (Echternach)

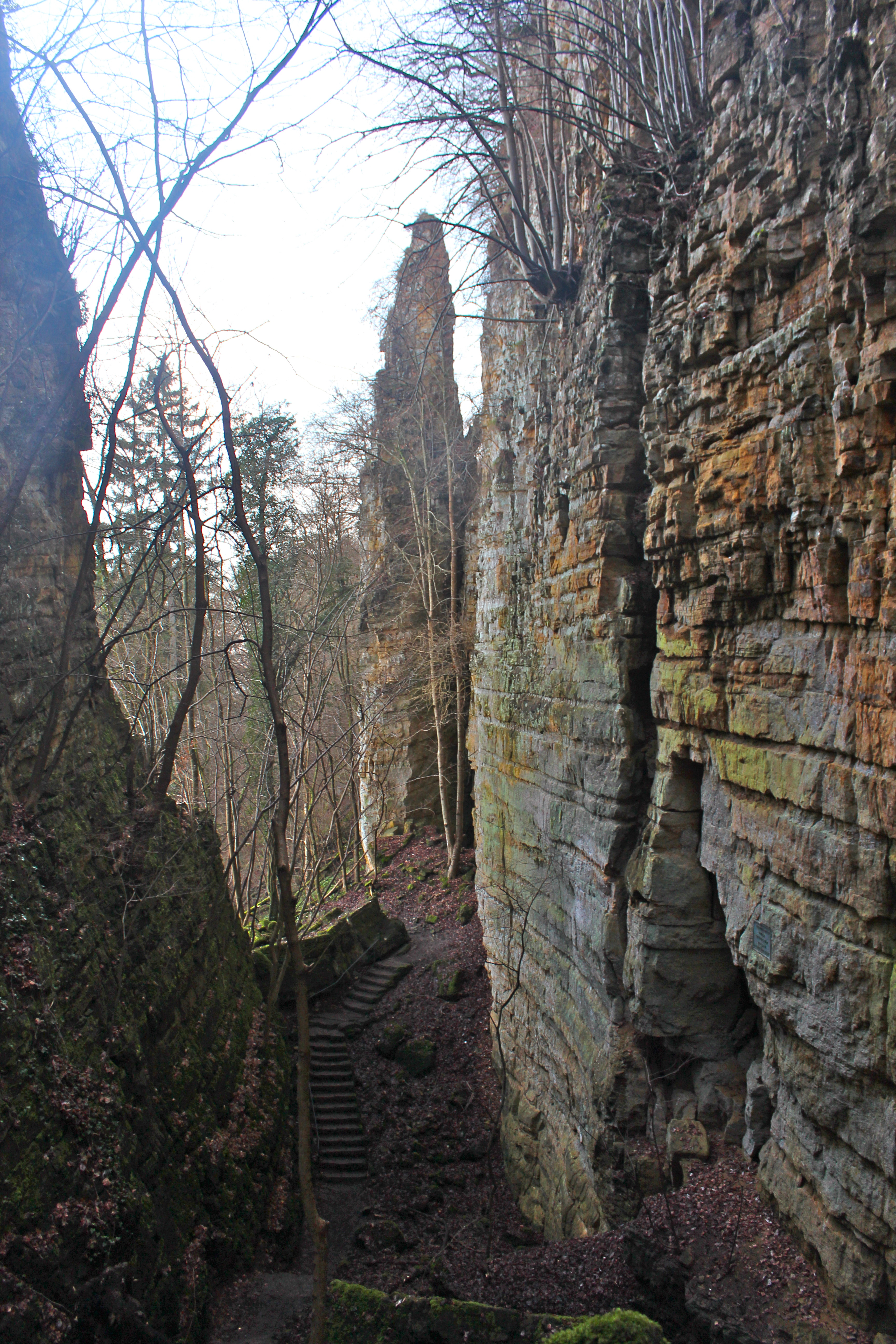
Die Wolfsschlucht (2015).

Die Wolfsschlucht (luxemburgisch Wollefsschlucht; französisch gorge du loup) ist eine enge, oberhalb des nordwestlichen Stadtrandes von Echternach gelegene, durch Erweiterung von Rinnen (Diaklasen) im Luxemburger Sandstein entstandene Schlucht.
Die Schlucht wird vom Wanderweg, der vom Aussichtspavillon „Trooskneppchen“ zum Äsbach-Tal führt, durchquert. Sie ist eins der spektakulärsten Naturdenkmäler der Kleinen Luxemburger Schweiz. Im Eingang erhebt sich ein hoher obeliskenähnlicher Fels, der „Nadel der Kleopatra“ genannt wird. Dahinter ragen die Seitenwände der Schlucht 40 bis 50 Meter hoch.
Die Schlucht wurde erst im Jahre 1881 für den Tourismus erschlossen. Vorher war sie praktisch unzugänglich. 1881 erhielt sie auch ihren heutigen Namen, der keinem Flurnamen entspricht, sondern auf einen Trierer Ausflügler zurückgeht, der sie voll Begeisterung mit der Wolfsschlucht aus dem „Freischütz“ von Carl Maria von Weber verglich.
Vorher war die Schlucht als „Teufelsscharte“ – „Däiwelsschoart“ im Echternacher Dialekt – bekannt. Nachher wurde dieser Name nur noch für den Ausgangsbereich der Schlucht in Richtung Äsbach-Tal verwendet, und noch später nur noch für einen sehr engen Felsspalt in ebendiesem Bereich, der in eine schmale, etwa vierzig Meter tiefe Höhle hineinführt.
Mit dem Wolf, dessen letztes Exemplar in Luxemburg im April 1893 erlegt wurde, hat die Echternacher Wolfsschlucht also – entgegen der bis vor kurzem allgemein akzeptierten Ansicht – nichts zu tun. Der letzte Wolf auf dem Gebiete der Gemeinde Echternach wurde 1871 geschossen, nicht in der Wolfsschlucht, sondern auf „Manertchen“. Der letzte Wolf im Kanton Echternach wurde 1883 in Geyershof (Gemeinde Bech) erlegt.
Botanisch gesehen sticht die Gegend der Wolfsschlucht durch den moos- und farnreichen Schluchtwald hervor, der sich im Hang, außerhalb der Schlucht, entwickelt hat.